# Plectranthias cirrhitoides
Plectranthias cirrhitoides là một loài cá biển thuộc chi Plectranthias trong họ Cá mú. Loài này được mô tả lần đầu tiên vào năm 1980. Loài này được đặt theo tên của họ Cirrhitidae, vì màu sắc của nó khá giống với các loài trong họ này, đặc biệt là các tia vây ngực dày ở phần bên dưới.

## Phân bố và môi trường sống
P. cirrhitoides có phạm vi phân bố nhỏ hẹp ở vùng biển Tây Thái Bình Dương. Đây là một loài đặc hữu của đảo Rapa Iti xa xôi thuộc Polynesia thuộc Pháp. P. cirrhitoides sống xung quanh các rạn san hô ở những vùng nước gần bờ, độ sâu được ghi nhận trong khoảng từ 2 đến 25 m.

## Mô tả
Mẫu vật có chiều dài lớn nhất dùng để mô tả P. cirrhitoides có kích thước khoảng 5,7 cm. Màu sắc khi mẫu vật vừa được đánh bắt: Đầu và bụng có màu hơi hồng. Thân có các sọc màu nâu pha chút màu vàng nhạt. Các tia vây ngực có màu hồng cam nhạt; phần vây còn lại có màu đỏ nhạt. Gốc vây đuôi và gốc vây lưng mềm có màu đỏ tươi. Có đốm lớn ở vây hậu môn. Mống mắt có vòng màu đỏ tươi bao quanh con ngươi.
Số gai ở vây lưng: 10; Số tia vây mềm ở vây lưng: 15; Số gai ở vây hậu môn: 3; Số tia vây mềm ở vây hậu môn: 7; Số tia vây mềm ở vây ngực: 13; Số tia vây mềm ở vây đuôi: 15.